# Irisbus Ares
Pour les articles homonymes, voir Ares (homonymie).
L'Ares est un autocar de ligne interurbaine, périurbaine et scolaire fabriqué et commercialisé par les constructeurs français Renault Trucks puis Irisbus de 1998 à 2006. Dès 2002, Irisbus appose son logo sur la calandre et modifie les compte-tours du poste de conduite. La motorisation restera RVI, avant d'obtenir de l'Iveco.
Il sera lancé avec un moteur Renault ayant la norme européenne de pollution Euro 2 puis au fil des années seront améliorés jusqu'à la norme Euro 3. Il sera produit en France à Annonay, ainsi qu'en République tchèque dans l'usine Karosa.
L'Ares remplace le Renault Tracer et sera remplacé principalement par l'Irisbus Arway.

## Historique
L'Ares sera fabriqué entre 1998 et 2006 et succède principalement au Renault Tracer. Il sera remplacé par l'Irisbus Arway, dont le prototype est officiellement présenté au salon de Kortrijk, fin 2005. Les derniers exemplaires sortent des chaines de l'usine d'Annonay l'année suivante.

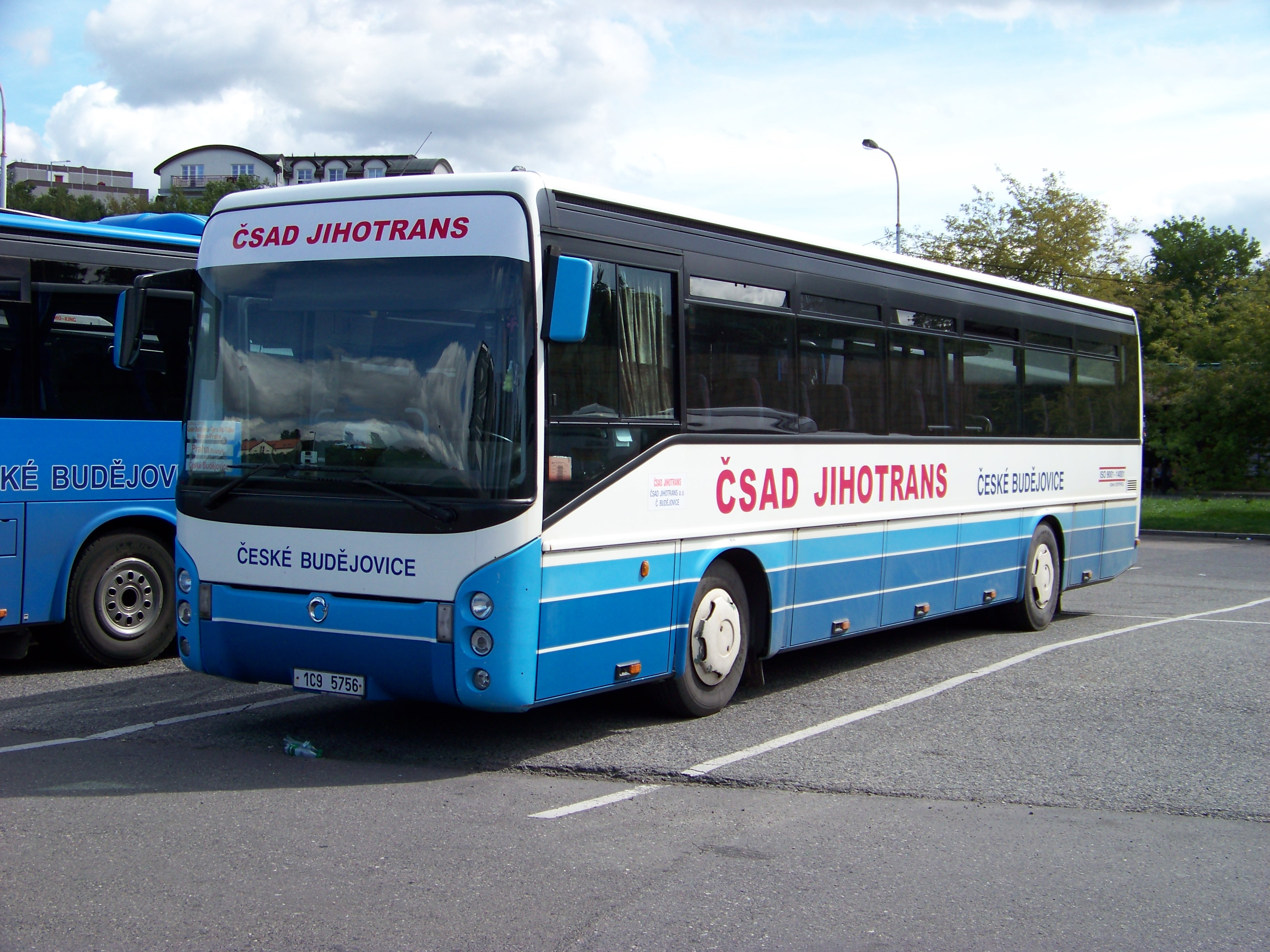
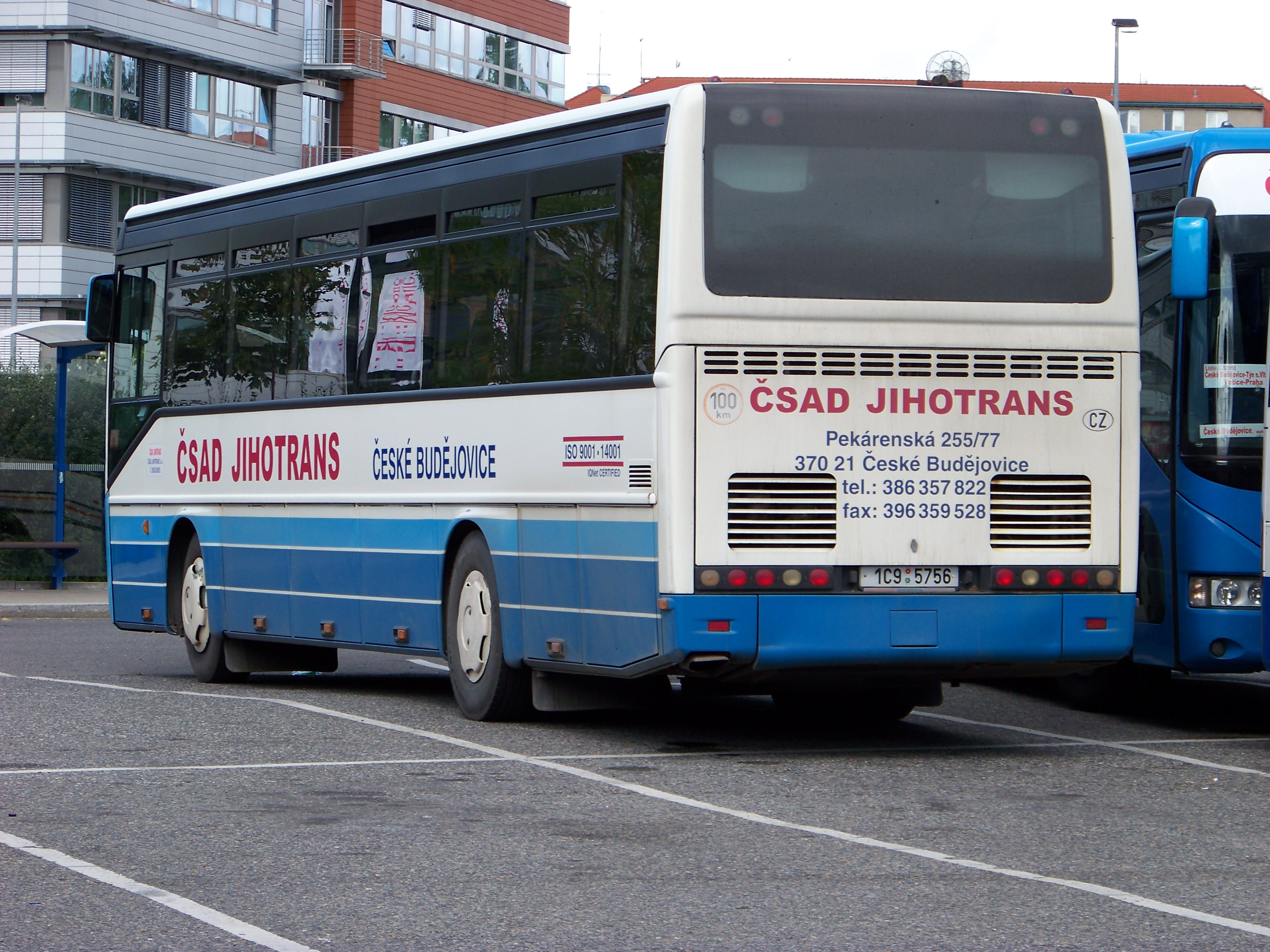
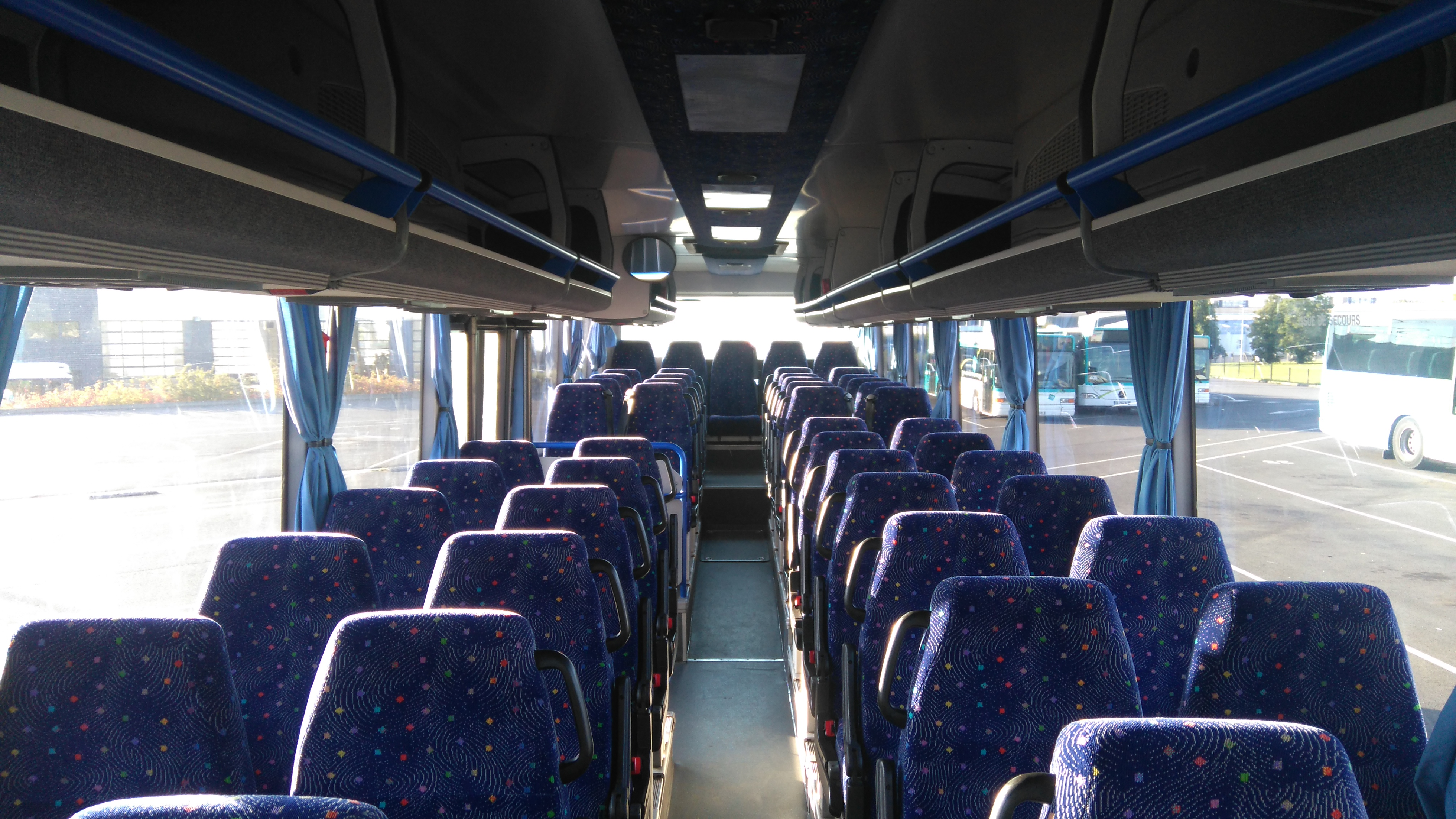
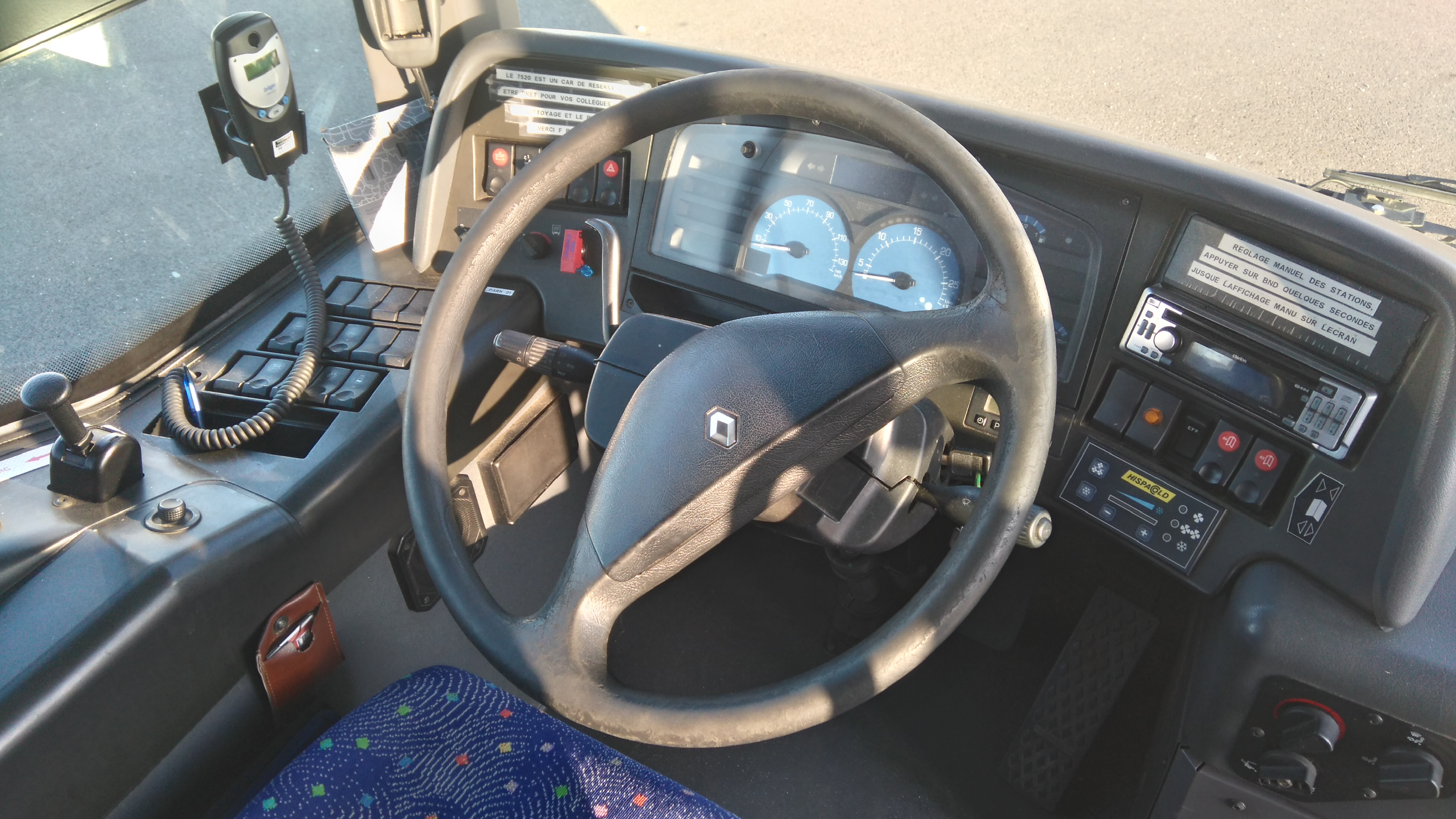

### Sous la marque Renault(1998 - 2002)
Les Ares ont été pour la toute première fois fabriqués puis livrés à partir d'octobre 1998 et resteront sous la marque Renault jusqu'en 2002.

### Sous la marque Irisbus(2002 - 2006)
En 2002, Irisbus place le logo du dauphin sur la calandre de l'Ares pour succéder au losange de Renault.

### Sous la marque Karosa(2002)
Juste après la création de la marque Irisbus en 2002 (fusion des marques Renault Trucks, Iveco et Karosa) certains Ares seront fabriqués dans l'ancienne usine tchèque Karosa située à Vysoké Mýto. Les premiers modèles fabriqués auront le logo de l'ancienne marque.

### Résumé de l'Ares
- 1998 : lancement de l'Ares sous la marque Renault.
- Octobre 1998 : commercialisation des premiers modèles.
- 2002 : lancement de l'Ares sous la marque Irisbus.
- 2005 : arrêt définitif du modèle.
- Début 2006 : commercialisation des derniers modèles.

| Générations                                    | Production | Dérivés de chez Renault / Irisbus | Modèles similaires                        |
| ---------------------------------------------- | ---------- | --------------------------------- | ----------------------------------------- |
| Renault / Irisbus Ares ligne (1998 - 2006)     |            | Irisbus Axer (C 956)              | Iveco Myway ; Mercedes-Benz Conecto       |
| Renault / Irisbus Ares excursion (1998 - 2006) |            | Irisbus Iliade TE                 | Iveco Euroclass H ; Mercedes-Benz Integro |
| Renault / Irisbus Ares Liberto (1998 - 2006)   |            | Irisbus Récréo (C 955)            | Mercedes-Benz Conecto                     |

## Générations
L'Ares a été produit avec 2 générations de moteurs Diesel : 
- Euro 2 : construits de 1998 à 2002, avec les moteurs Renault MIDR 06.20.45 R41 et MIDR 06.20.45 M41.
- Euro 3 : construits de 2002 à 2006, avec un moteur Iveco Cursor 8 ou Renault dCi 11 (option) à la suite du rachat de la branche Car/Bus de Renault V.I par Iveco.

## Les différentes versions

### Ares de ligne

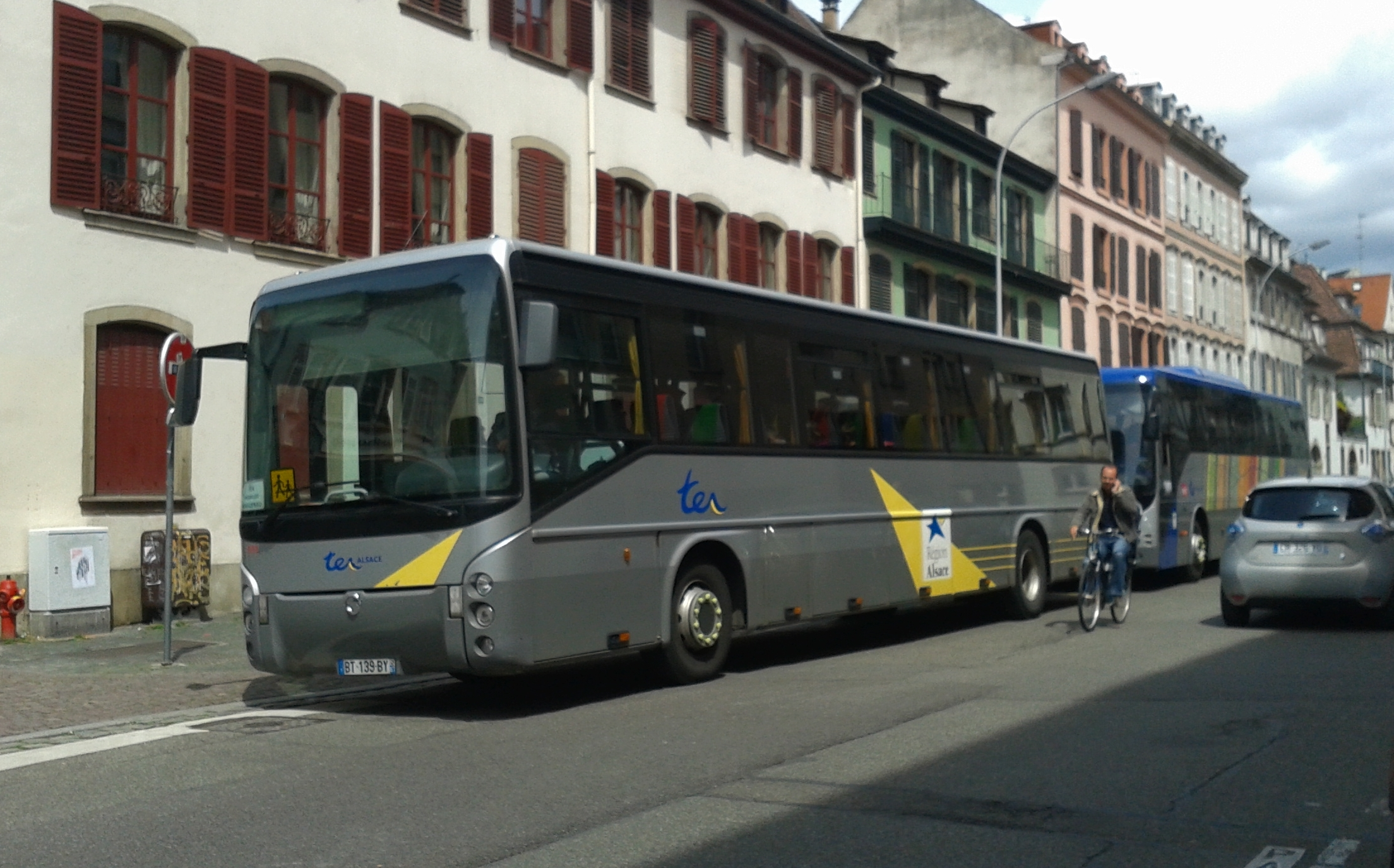
Irisbus Ares de ligne 12.8 m sur le réseau TER Alsace.

Version la plus courante, il est utilisé sur les lignes interurbaines ou régionales reliant, par exemple, plusieurs villes de la même région. Il peut être disponible en versions 10,6 m, 12 m, 12,8 m et 15 m, soit une capacité allant de 41 à 71 places assises plus une vingtaine debout si le véhicule reste dans une zone urbaine. Il peut être équipé en option de sièges inclinables, de rideaux, de la climatisation, ainsi que, au-dessous des racks de rangements, des bouches de ventilations et éclairages pour chaque passagers. Il est également muni de boutons Arrêt demandé, de composteurs pour la validation de tickets et de girouette à pastilles pour affiché la destination. Il est le successeur du Tracer de ligne et sera remplacé par les Irisbus Arway et Crossway. Le modèle similaire de la marque est l'Axer (C 956).

### Ares d'excursion
Beaucoup moins courant que le modèle de lignes interurbaines, cette version est principalement utilisée pour des courtes excursions ou en renfort de lignes interurbaines. Il ne sera pas utilisé pour du tourisme, car moins confortable qu'un Renault Iliade par exemple. Tout comme la version de ligne, il sera équipé de sièges inclinables, de rideaux, de bouches de ventilations et éclairages pour chaque passagers ; en option une girouette, pour affiché la destination. Il est également équipé d'un siège accompagnateur, d'un micro, d'une télévisions, d'un réfrigérateur et de la climatisation ; en option des toilettes. Il est le successeur du Tracer d'excursion et sera remplacé par l'Irisbus Evadys. Le modèle similaire de la marque est l'Iliade TE.

### Ares scolaire
Dénommée Liberto, cette version simplifiée a été lancée pour le marché scolaire. Sur ce modèle-ci, les sièges ne sont pas inclinable et il n'y a pas de rideau. Les portes seront principalement des portes à double vantaux, identique au Tracer. Des warnings de portes seront également ajouté (activation des feux de détresse lorsque les portes sont ouvertes) ainsi que des panneaux « transports d'enfants ». Il sera disponible uniquement en version 12 m avec une boite de vitesses automatique. Il est le successeur du Tracer Liberto et sera remplacé par l'Irisbus New Récréo. Le modèle similaire de la marque est le Récréo (C 955).

### Les différentes longueurs
Ares 10.6 m

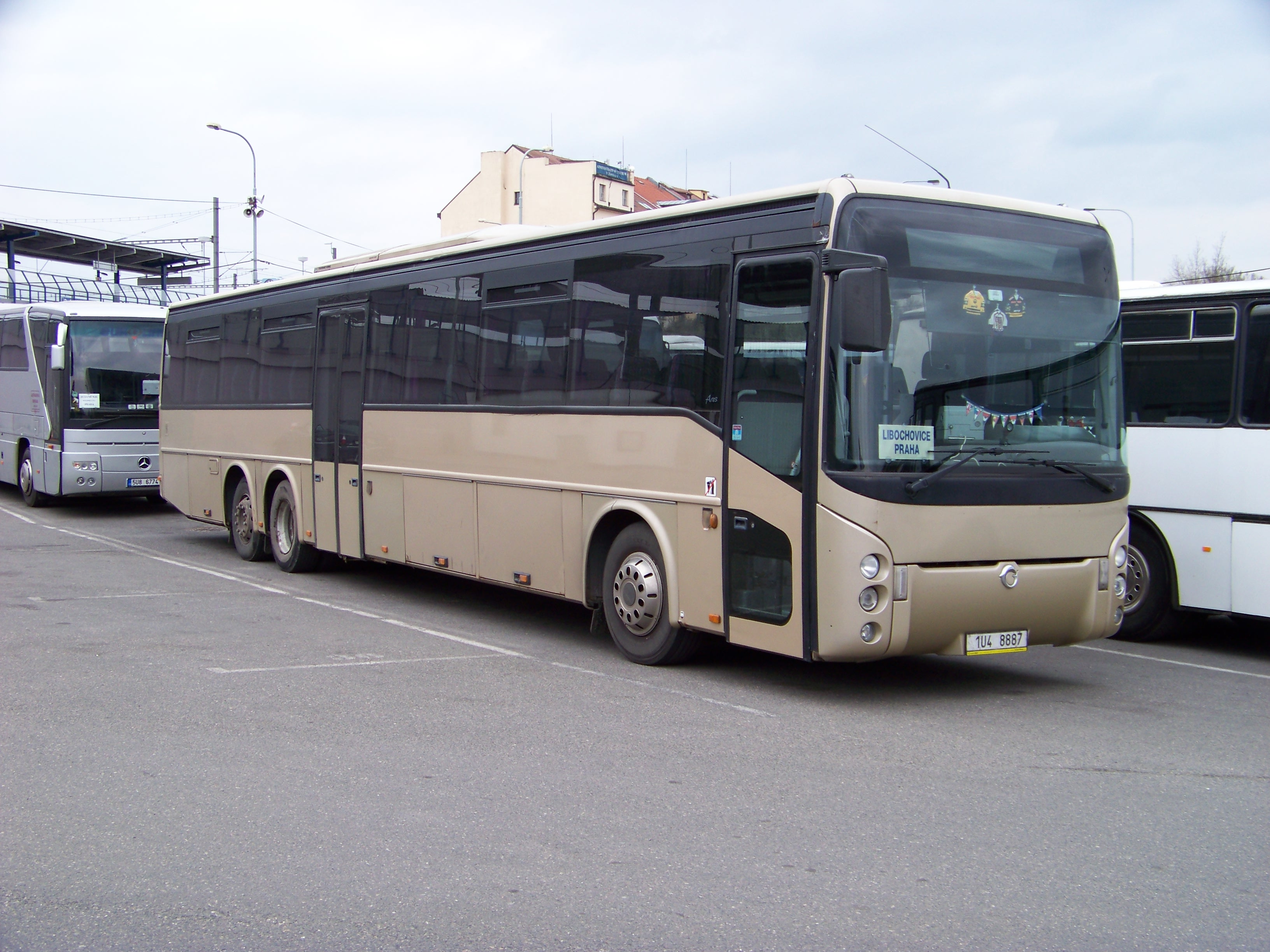
Irisbus Ares de ligne 15 m.

Commercialisé en 2006 uniquement, avec une capacité de 41 à 47 places assises. Disponible uniquement pour de la ligne. Il est équipé d'un moteur Iveco Cursor 8.
Ares 12 m

Configurations de 49 à 59 places assises et 26 debout. Disponible pour de la ligne, de l'excursion et de scolaire.
Ares 12.8 m

Commercialisé de octobre 2004 à 2006 avec une capacité de 63 places. Disponible uniquement en configuration ligne. Son empattement a posé quelques problèmes de maniabilité.
Ares 15 m

Commercialisé de fin 2004 à 2006 avec une capacité de 71 places. Disponible en configuration ligne et excursion, il est comporte trois essieux. Cette version est fabriquée dans l'usine tchèque Irisbus de Vysoké Mýto (ancienne usine Karosa). La hauteur maximale est portée à 3,60 m. D'une capacité de 71 places, les Ares 15m peuvent être équipés de la vidéo, de toilettes, de la climatisation et de caméras à l'arrière pour faciliter les manœuvres. Son PTAC est de 26 000 kg.

## Caractéristiques

### Dimensions
|                                   | Renault/Irisbus Ares ligne  | Renault/Irisbus Ares ligne          | Renault/Irisbus Ares ligne  | Renault/Irisbus Ares excursion | Renault/Irisbus Ares excursion | Renault/Irisbus Ares excursion | Renault/Irisbus Ares Liberto scolaire |
| --------------------------------- | --------------------------- | ----------------------------------- | --------------------------- | ------------------------------ | ------------------------------ | ------------------------------ | ------------------------------------- |
| 10.60 m (2005)                    | 12 m (1998 à 2005)          | 15 m (2002 à 2005)                  | 12 m (1998 à 2005)          | 12.80 m (2004 à 2005)          | 15 m (2002 à 2005)             | 12 m (1998 à 2005)             |                                       |
| Longueur                          | 10 610 mm                   | 11 995 mm                           | 14 995 mm                   | 11 995 mm                      | 12 795 mm                      | 14 995 mm                      | 11 995 mm                             |
| Largeur (sans rétroviseurs)       | 2 550 mm                    | 2 500 mm (1999 à fin 2001) 2 550 mm | 2 550 mm                    | 2 550 mm                       | 2 550 mm                       | 2 550 mm                       | 2 550 mm                              |
| Hauteur (sans climatisation)      | 3 420 mm                    | 3 420 mm                            | 3 420 mm                    | 3 420 mm                       | 3 420 mm                       | 3 420 mm                       | 3 420 mm                              |
| Empattement                       | 5 300 mm                    | 6 200 mm                            | 7 300 mm                    | 6 200 mm                       |                                | 7 300 mm                       | 6 200 mm                              |
| Porte-à-faux                      | AV : 2 050 mm AR : 3 260 mm | AV : 2 535 mm AR : 3 260 mm         | AV : 2 463 mm AR : 3 619 mm | AV : 2 535 mm AR : 3 260 mm    |                                | AV : 2 463 mm AR : 3 619 mm    | AV : 2 535 mm AR : 3 260 mm           |
| Rayon de braquage                 | 8 192 mm                    |                                     | 10 702 mm                   |                                |                                | 10 702 mm                      |                                       |
| Angle d'attaque / Fuite           |                             |                                     |                             |                                |                                |                                |                                       |
| Masse à vide*                     |                             | 12 000 kg                           |                             | 12 000 kg                      |                                |                                | 12 000 kg                             |
| P.T.A.C.                          |                             | 18 500 kg                           |                             | 18 500 kg                      |                                |                                | 18 500 kg                             |
| Capacité : assis + debout = maxi* | 41 à 47 assis               | 49 à 59 assises 26 debout           | 63 à 75 assis               | 49 à 59 assises                | 63 assises                     | 63 à 75 assis                  | 55 à 57 assis                         |
| Rangement                         | Soutes : 5,8 m3 Racks : ?   | Soutes : 6 m3 Racks : 3,5 m3        | Soutes : 7,7 m3 Racks : ?   | Soutes : 6 m3 Racks : 3,5 m3   | Soutes : 6,8 m3 Racks : ?      | Soutes : 7,7 m3 Racks : ?      | Soutes : 6 m3 Pas de racks            |
| Portes                            | 2                           | 2                                   | 2                           | 2                              | 2                              | 2                              | 2                                     |
| Hauteur du plancher               | 840 mm                      | 840 mm                              | 840 mm                      | 840 mm                         | 840 mm                         | 840 mm                         | 840 mm                                |
| Réservoir à combustible           |                             |                                     |                             |                                |                                |                                |                                       |

* = variable selon l'aménagement intérieur.

### Chaîne cinématique

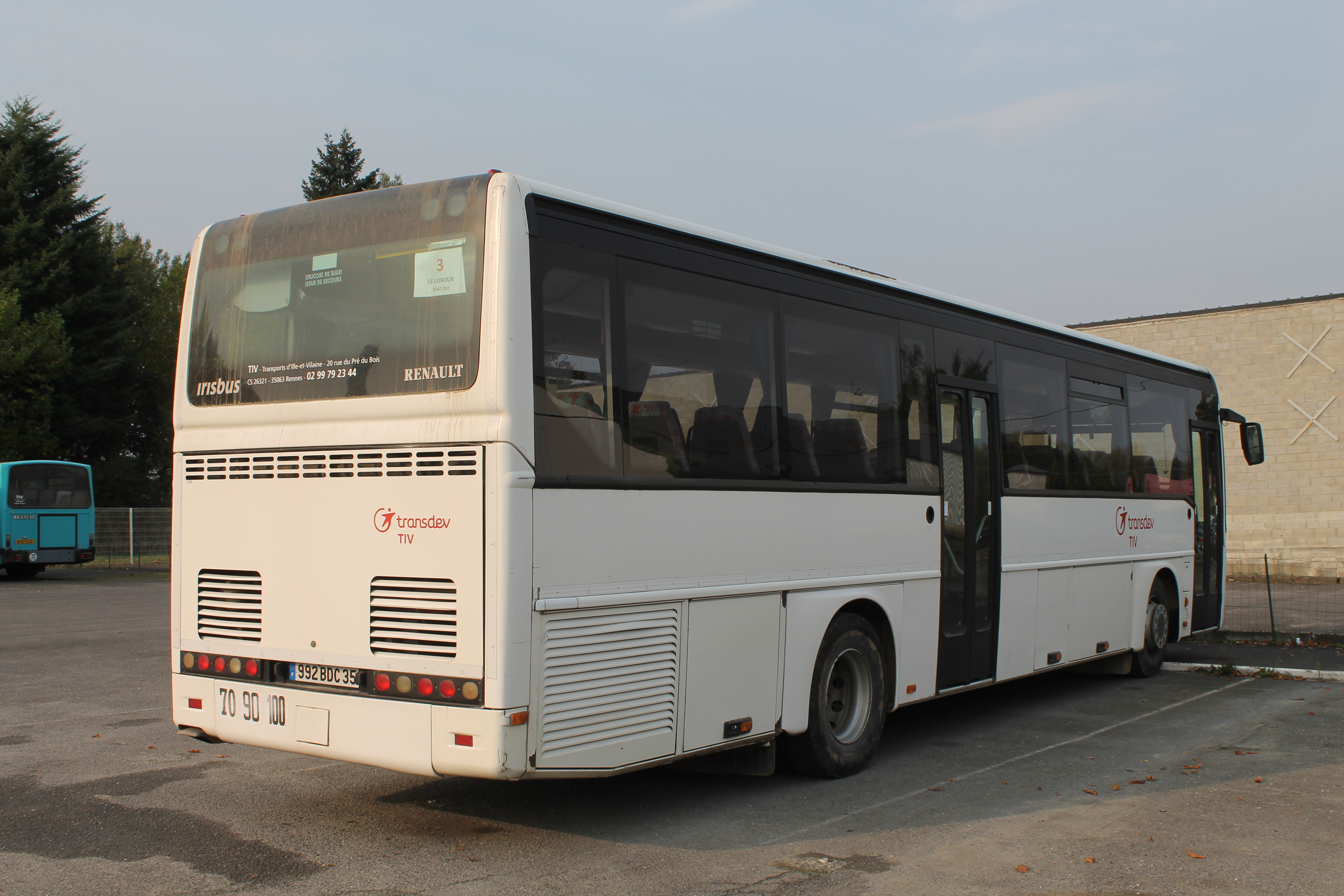
Irisbus Ares Line avec moteur Cursor 8.

#### Moteur
L'Ares a eu plusieurs motorisations gazole modifiées au fil des années de sa production en fonction des différentes normes européennes de pollution.
- le Renault MIDR 06.20.45 (Euro 2 à Euro 3) six cylindres en ligne de 9,8 litres avec turbocompresseur développant 302 et 340 ch.
- le Renault dCi 11 (Euro 2 à Euro 3) six cylindres en ligne de 11,1 litres avec turbocompresseur développant 312 et 361 ch.
- l'Iveco Cursor 8 (Euro 3) six cylindres en ligne de 7,8 litres avec turbocompresseur développant 310 ch ; provenant des Récréo C 955.

Il est équipé d'une boite de vitesses manuelle, robotisée ou semi-automatique. Plus d'infos : voir Boite de vitesses.
| Modèle                                                      | Construction | Moteur + Nom                                    | Norme Euro  | Cylindrée           | Performance                    | Couple                 | Vitesse maxi* | Consommation + CO2    |
| ----------------------------------------------------------- | ------------ | ----------------------------------------------- | ----------- | ------------------- | ------------------------------ | ---------------------- | ------------- | --------------------- |
| Renault Ares ligne, excursion (ZF manuelle 6 ou 8)          | 1998 - 2001  | 6 cylindres en lignes Renault MIDR 06.20.45 R41 | Euro 2 et 3 | 9 840 cm3 (9,8 L)   | 222 kW (302 ch) à 2 100 tr/min | ... N m à ... tr/min   | ... km/h      | ... l/100 km ... g/km |
| Renault Ares ligne, excursion (ZF robotisée 12)             | 1998 - 2001  | 6 cylindres en lignes Renault MIDR 06.20.45 R41 | Euro 2 et 3 | 9 840 cm3 (9,8 L)   | 222 kW (302 ch) à 2 100 tr/min |                        |               |                       |
| Renault Ares ligne, excursion (ZF manuelle 6 ou 8)          | 1998 - 2001  | 6 cylindres en lignes Renault MIDR 06.20.45 M41 | Euro 2 et 3 | 9 840 cm3 (9,8 L)   | 250 kW (340 ch) à 2 100 tr/min |                        |               |                       |
| Renault Ares ligne, excursion (ZF robotisée 12)             | 1998 - 2001  | 6 cylindres en lignes Renault MIDR 06.20.45 M41 | Euro 2 et 3 | 9 840 cm3 (9,8 L)   | 250 kW (340 ch) à 2 100 tr/min |                        |               |                       |
| Renault Ares ligne, excursion, scolaire (ZF automatique 10) | 1998 - 2001  | 6 cylindres en lignes Renault MIDR 06.20.45 M41 | Euro 2 et 3 | 9 840 cm3 (9,8 L)   |                                |                        |               |                       |
| Renault/Irisbus Ares (ZF manuelle 6)                        | 2001 - 2005  | 6 cylindres en lignes Renault dCi 11 H          | Euro 2 et 3 | 11 116 cm3 (11,1 L) | 229 kW (312 ch) à 2 100 tr/min | 127 N m à 1 200 tr/min |               |                       |
| Renault/Irisbus Ares (ZF manuelle 6)                        | 2001 - 2005  | 6 cylindres en lignes Renault dCi 11 H          | Euro 2 et 3 | 11 116 cm3 (11,1 L) | 266 kW (361 ch) à 2 000 tr/min | 165 N m à 1 200 tr/min |               |                       |
| Renault/Irisbus Ares (ZF automatique 10)                    | 2001 - 2005  | 6 cylindres en lignes Renault dCi 11 H          | Euro 2 et 3 | 11 116 cm3 (11,1 L) |                                |                        |               |                       |
| Irisbus Ares ligne, excursion (Voith manuelle 8)            | 2002 - 2005  | 6 cylindres en lignes Iveco Cursor 8 F2B        | Euro 3      | 7 800 cm3 (7,8 L)   | 228 kW (310 ch)                |                        |               |                       |
| Irisbus Ares ligne, excursion, scolaire (automatique)       | 2002 - 2005  | 6 cylindres en lignes Iveco Cursor 8 F2B        | Euro 3      | 7 800 cm3 (7,8 L)   | 228 kW (310 ch)                |                        |               |                       |

* Bridé électroniquement à 100 km/h.

#### Boite de vitesses

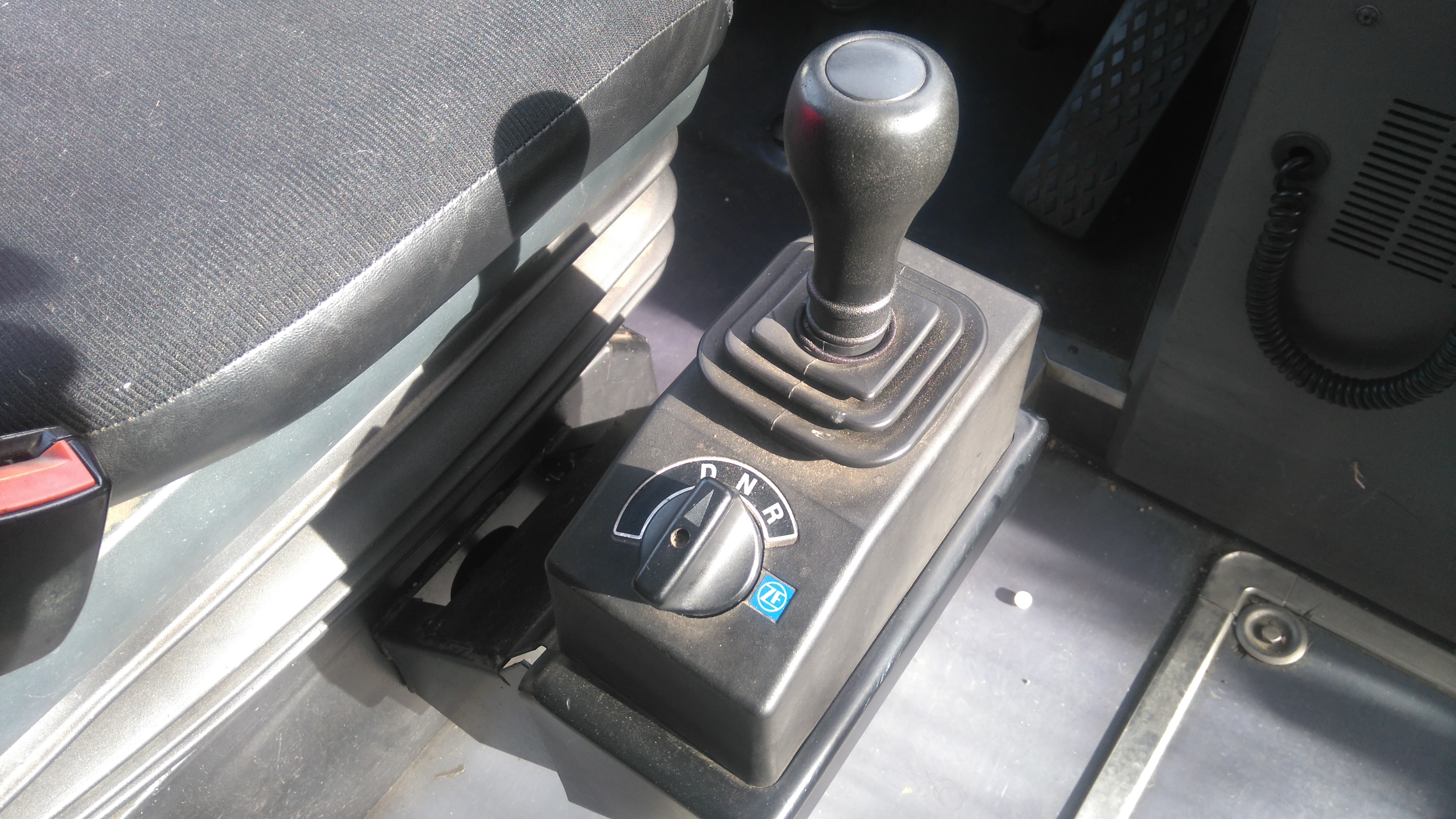
Sélecteur de vitesses - boite robotisée type ZF.

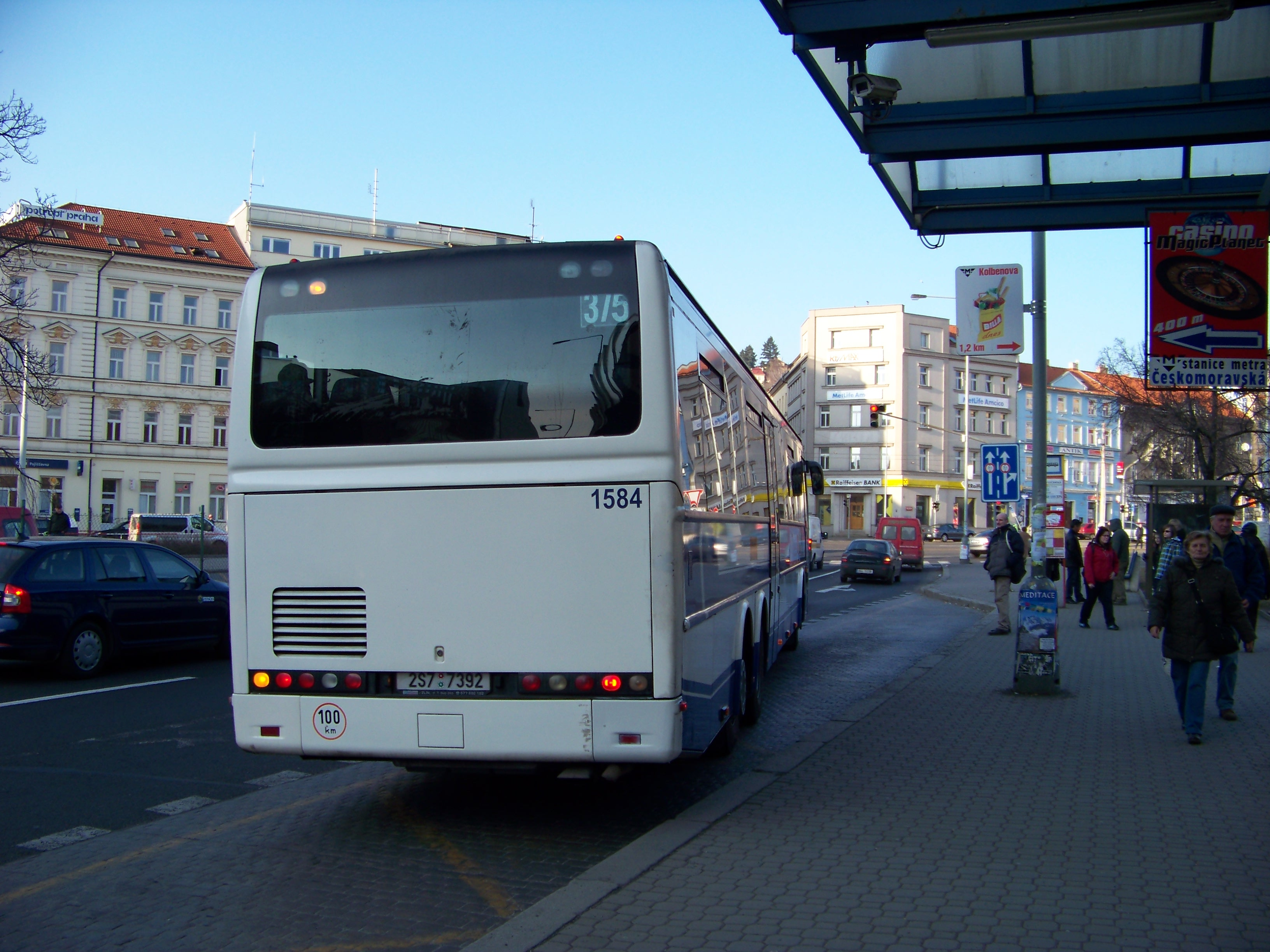
Vue arrière avec moteur Renault.

Les Ares seront équipés d'une boite de vitesses manuelle, robotisée ou automatique.
- Boite manuelle :
  - ZF S6.85 à 6 rapports, sur les moteurs Renault MIDR et dCi ;
  - ZF 8S.180 à 8 rapports à deux étages, sur les moteurs Renault MIDR ;
  - Voith 864.3 à 8 rapports, sur les moteurs Iveco Cursor.

- Boîte de vitesses robotisée :
  - ZF à 10 ou 12 rapports, sur les moteurs Renault MIDR et dCi.

- Boite automatique :
  - ZF à 10 rapports, sur les moteurs Renault MIDR.
  - ZF 5 HP 590 à 5 rapports, sur les moteurs Renault dCi.

|        | Régime de ralentie | Vitesse de croisière | Vitesse maxi | Régime maxi  |
| ------ | ------------------ | -------------------- | ------------ | ------------ |
| Neutre | 500 tr/min         | -                    | -            |              |
| 1re    | -                  | Au pas               | 17 km/h      | 2 700 tr/min |
| 2e     | -                  | 15 km/h              | 25 km/h      | 2 700 tr/min |
| 3e     | -                  | 30 km/h              | 41 km/h      | 2 700 tr/min |
| 4e     | -                  | 40 km/h              | 69 km/h      | 2 700 tr/min |
| 5e     | -                  | 50 km/h              |              | 2 700 tr/min |
| 6e     | -                  | 90 km/h              | 124 km/h     | 2 700 tr/min |

### Options et accessoires
Girouette à pastilles, rideaux de baies latérales et de lunette arrière, vitres teintées, double vitrage, télévisions et climatisation (intégrée dans les soutes ou en toiture) sont proposés en option. Deux configurations existent également concernant les accès : portes louvoyantes ou à doubles vantaux (essentiellement sur la version dite Liberto).

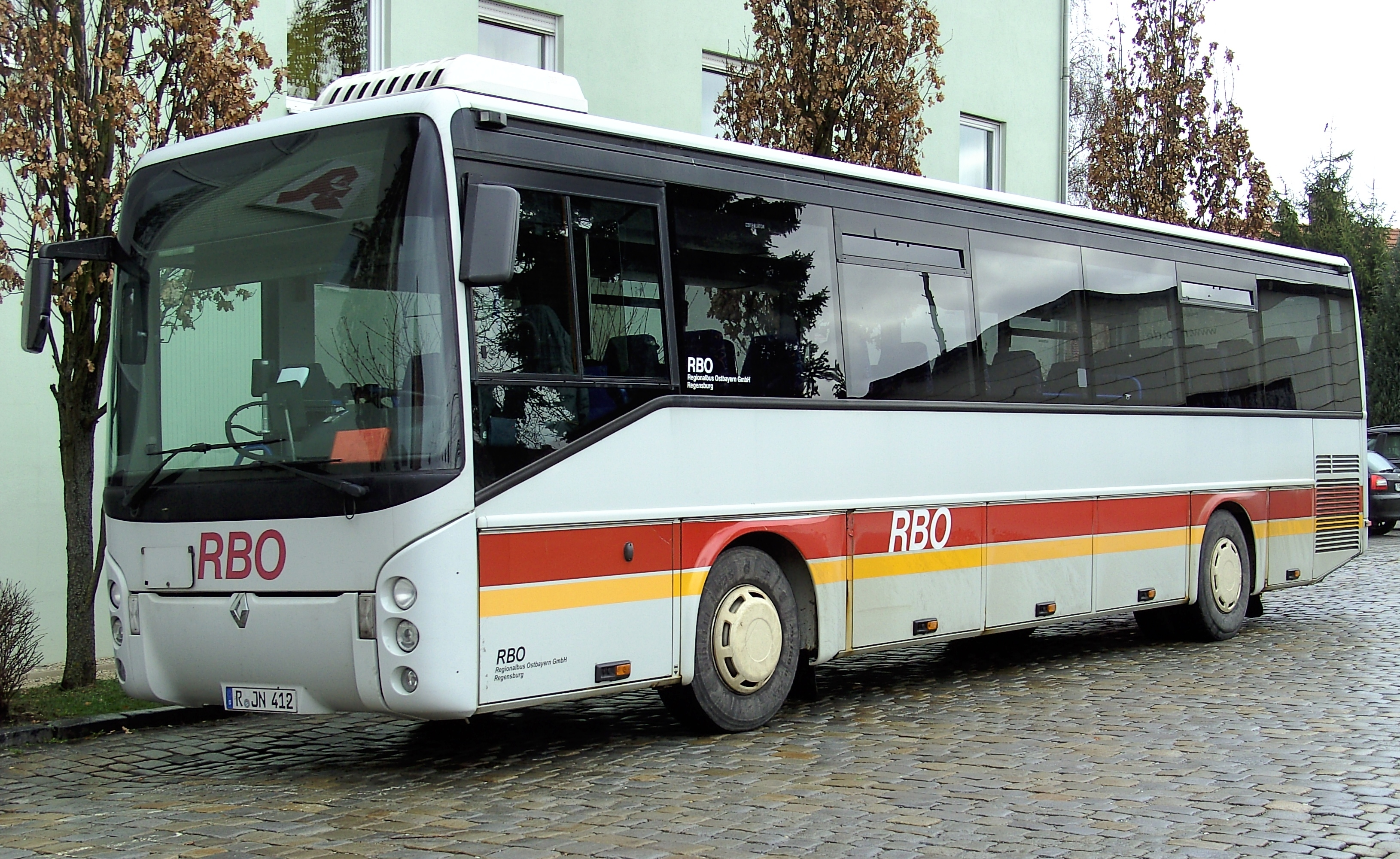
Ares avec climatisation conducteur.